# السلام والخير (جريدة فلسطينية)
السلام والخير، جريدة مسيحية صدرت سنة عام 1937 في القدس على يد حراسة الأرض المقدسة (الفرنسيسكان)، المحرّرين الأب نجيب إبراهيم الفرنسيسكاني، تركّز المجلة على القضايا الدينية العامة والطقسية.